# Asaccus montanus
Asaccus montanus är en ödleart som beskrevs av  Gardner 1994. Asaccus montanus ingår i släktet Asaccus och familjen geckoödlor. Inga underarter finns listade i Catalogue of Life.